# كيلي بيرنت
كيلي بيرنت هو لاعب هوكي جليد كندي، ولد في 16 يونيو 1926 في لا شين في كندا، وتوفي في 22 ديسمبر 2018.

## وصلات خارجية
- كيلي بيرنت على موقع دوري الهوكي الوطني (الإنجليزية)
- كيلي بيرنت على موقع EliteProspects.com (الإنجليزية)
- كيلي بيرنت على موقع HockeyDB.com (الإنجليزية)
- كيلي بيرنت على موقع Hockey-Reference.com (الإنجليزية)